# Pierre Mennel
Pierre Mennel (* 1964 in Zürich) ist ein Schweizer Kameramann.
Pierre Mennel war 1986 Gründungsmitglied der Videowerkstatt Zürich. Von 1992 bis 1995 absolvierte er ein Filmstudium an der Hochschule für Gestaltung und Kunst Zürich. Seit dieser Zeit ist er als freischaffender Kameramann tätig. Seit 2005 unterrichtet er Licht- und Bildgestaltung an der ZHdK, seit 2015 als Professor. 2015 wurde er für den Schweizer Filmpreis für die Beste Kamera für den Dokumentarfilm ThuleTuvalu nominiert. 2015 wurde er nochmals für den Schweizer Filmpreis für die Beste Kamera für den Dokumentarfilm Immer und ewig nominiert.

## Filmografie (Auswahl)
- 2000: Blue End (Dokumentarfilm)
- 2003: Alles wird gut
- 2004: Downtown Switzerland (Dokumentarfilm)
- 2006: Alles bleibt anders
- 2008: No More Smoke Signals (Dokumentarfilm)
- 2008: Der Freund
- 2009: Die Standesbeamtin
- 2009: Pepperminta
- 2010: Im Garten der Klänge (Nel giardino dei suoni) (Dokumentarfilm)
- 2012: Balkan Melodie (Dokumentarfilm)
- 2012: Nebelgrind
- 2013: Vielen Dank für Nichts
- 2014: ThuleTuvalu (Dokumentarfilm)
- 2014: Iraqi Odyssey (Dokumentarfilm)
- 2015: Nichts passiert
- 2018: Der Klang der Stimme (Dokumentarfilm)
- 2018: Amur senza fin
- 2018: Immer und ewig (Dokumentarfilm)
- 2021: Adolf Muschg – der Andere (Dokumentarfilm)
- 2023: Die Giacomettis (Dokumentarfilm)